# Hadena acopampensis
Hadena acopampensis là một loài bướm đêm trong họ Noctuidae.